# Ruta Estatal de Nevada 265
La Ruta Estatal de Nevada 265, y abreviada SR 265 (en inglés: Nevada State Route 265) es una carretera estatal estadounidense ubicada en el estado de Nevada. La carretera inicia en el Sur desde la Silver Peak Road en Silver Peak hacia el Norte en la US 6  , US 95   en Blair Junction. La carretera tiene una longitud de 33 km (20.500 mi).

## Mantenimiento
Al igual que las autopistas interestatales, y las rutas federales y el resto de carreteras estatales, la Ruta Estatal de Nevada 265 es administrada y mantenida por el Departamento de Transporte de Nevada por sus siglas en inglés Nevada DOT.